# Glafira Kashirina
Glafira "Irina" Kashirina (russe : Глафира "Ирана" Каширина) est une mécanicienne et navigatrice du 588e NBAP de l'Armée de l'air soviétique pendant la Seconde Guerre mondiale, communément appelée la Grande Guerre patriotique dans l'ex-Union soviétique. Après qu'elle a été abattue le 1er août 1943, elle reçoit l'Ordre de la Guerre Patriotique de 2e classe à titre posthume.

## Enfance et éducation
Kashirina est née dans les années 1920 dans le village de Sergievka avant de déménager à Semenetskoe où elle vit jusqu'à son installation avec sa mère à Perovo dans la banlieue de Moscou. Après avoir rêvé de devenir pilote dès son plus jeune âge, elle rejoint l'aéro-club de Moscou, où elle prend des cours de vol avant l'invasion allemande de l'Union soviétique.

## Carrière militaire
Après l'invasion de l'Union Soviétique, Kashirina se porte volontaire pour rejoindre l'Armée de l'air soviétique pour servir dans un des régiments d'aviation féminins fondés par Marina Raskova. Après avoir obtenu son diplôme de l'école militaire d'aviation d'Engels, elle est déployée sur le Front du Sud en mai 1942 en tant que mécanicienne dans le 588e NBAP, régiment de bombardiers de nuit, mais finalement, après son obtention du diplôme de navigation, on l'affecte dans une escadrille de vol, sous le commandement de Serafima Amosova.
En août 1942, le régiment reçoit l'ordre de déménager immédiatement dans un nouvel aérodrome en raison d'une approche allemande. Un avion qu'elle est en train de réparer avec sa collègue mécanicienne Sophia Ozerkova n'est pas en état de naviguer en raison de problèmes de moteur, mais la livraison des pièces de rechange prend trop de temps et les troupes allemandes sont aux portes de l'aérodrome. Elles font en sorte de rendre l'avion inutilisable et prennent le chemin du nouveau terrain d'aviation de leur unité en voiture. La voiture tombe en panne sur le chemin et les deux filles doivent marcher jusqu'à leur destination, une forteresse soviétique à Mozdok, qu'elles atteignent trois semaines plus tard. Pendant ces trois semaines, Kashirina contracte le typhus. Elle est transportée dans un hôpital de campagne par Ozerkova après leur arrivée.
Après avoir récupéré du typhus, elle complète sa formation de navigatrice pour commencer à voler. Ievdokia Nosal offre de voler avec elle en tant que pilote lors de sa première nuit de mission de bombardement, parce que les pilotes plus expérimentés volaient régulièrement avec les nouveaux membres d'équipage lors de leur première nuit. Après plusieurs sorties réussies lors de la première nuit, le Po-2 piloté par Nosal est poursuivi par un chasseur allemand au-dessus de Novorossiisk et attaqué ; un morceau de shrapnel touche Nosal au front, la tuant sur le coup, ce qui fait plonger brutalement l'avion. Malgré la perte de contrôle partielle de l'avion due aux dommages infligés, Kashirina réussi à en reprendre le contrôle et le pose elle-même à l'aérodrome où Nosal est déclarée morte. Pour avoir fait atterrir un avion avec sa pilote morte et avoir contrôlé les dégâts infligés, Kashirina reçoit l'Ordre du Drapeau rouge et Nosal, le titre d'Héroïne de l'Union soviétique,,.
Lorsque le 588e NBAP reçoit la distinction de régiment « de la Garde soviétique » en 1943, Kashirina est l'une des trois membres qui porte le drapeau lors de la cérémonie, avec Natalia Mekline en porte-drapeau principale et Iekaterina Titova et Kashirina en tant qu’assistantes,.
Avant sa mort, elle participe à des missions de bombardement en tant que navigatrice sur les cours d'eau Mious, Donets et Don et à la périphérie de Stavropol. Dans la nuit du 31 juillet au 1er août 1943, l'avion de Kashirina piloté par Valentina Polunina est l'un des quatre Po-2 du régiment abattu par le pilote de la Luftwaffe Josef Kociok (en) au-dessus de la tête de pont du Kouban sur la Péninsule de Taman. Les huit membres du régiment tués cette nuit sont enterrés dans la fosse commune du village de Russkoe et décorés de l'Ordre de la Guerre Patriotique de 2e classe à titre posthume.

## Distinctions
- Ordre du Drapeau rouge
- Ordre de la Guerre patriotique, 2e classe